# Сідар-Пойнт (Канзас)
Сідар-Пойнт (англ. Cedar Point) — місто (англ. city) в США, в окрузі Чейс штату Канзас. Населення — 22 особи (2020).

## Географія
Сідар-Пойнт розташований за координатами 38°15′36″ пн. ш. 96°49′16″ зх. д. / 38.26000° пн. ш. 96.82111° зх. д. (38.259900, -96.821015).  За даними Бюро перепису населення США в 2010 році місто мало площу 0,21 км², з яких 0,21 км² — суходіл та 0,00 км² — водойми.

## Демографія
Згідно з переписом 2010 року, у місті мешкало 28 осіб у 13 домогосподарствах у складі 5 родин. Густота населення становила 131 особа/км².  Було 25 помешкань (117/км²).
Расовий склад населення:
| - 96,4 % — білих |

До двох чи більше рас належало 3,6 %. Частка іспаномовних становила 0,0 % від усіх жителів.
За віковим діапазоном населення розподілялося таким чином: 28,6 % — особи молодші 18 років, 42,8 % — особи у віці 18—64 років, 28,6 % — особи у віці 65 років та старші. Медіана віку мешканця становила 51,5 року. На 100 осіб жіночої статі у місті припадало 115,4 чоловіків;  на 100 жінок у віці від 18 років та старших — 81,8 чоловіків також старших 18 років.
За межею бідності перебувало 3,7 % осіб, у тому числі 0,0 % дітей у віці до 18 років та 9,1 % осіб у віці 65 років та старших.
Цивільне працевлаштоване населення становило 8 осіб. Основні галузі зайнятості: виробництво — 37,5 %, інформація — 25,0 %, освіта, охорона здоров'я та соціальна допомога — 25,0 %.